# Moscheea Suleymaniye
Moscheea Suleymaniye sau Moscheea lui Soliman (turcă Süleymaniye Camii) este o moschee din Istanbul, Turcia. Aceasta este una dintre cele mai mari moschei din oraș, și una dintre cele mai cunoscute din țară.A fost construita în perioada Imperiului Otoman

## Istorie
Moscheea Suleymaniye a fost construită între anii 1550-1558, la ordinele sultanului Soliman I și sub îndrumarea celebrului arhitect Mimar Sinan. Ea este una dintre marile moschei construite în perioada clasică a Imperiului Otoman, fiind construită după modelui catedralei Hagia Sofia.
În anul 1660, Moscheea Suleymaniye a fost afectată de un incendiu, dar a fost restaurată de către sultanul Mehmed al IV-lea. O parte din cupolă a fost grav deteriorată din cauza cutremurului din 1766. Reparațiile ulterioare ale cupolei au deteriorat cea ce mai rămăsese din decorul original a lui Sinan.
În timpul primului război mondial, curtea moscheii a fost folosită pe post de depozit de arme, iar atunci când o parte din muniție a luat foc, moscheea a suferit un nou incendiu. Abia în anul 1956 a fost restaurată complet.

## Arhitectură

### Exterior
La fel ca și celelalte moschei imperiale din Istanbul, Moscheea Suleymaniye este precedată de o curte interioară în partea de vest. Curtea moscheii este una excepțională fiind decorată cu coloane de marmură, granit, porfir și peristil. La cele patru colțuri ale curții se află cele patru minarete. 
Tot în curte, în spatele moscheii, se află două mausolee unde sunt îngropați sultanul Soliman I, sultana Hurrem, sultana Mihrimah, sultanul Soliman al II-lea, sultanul Ahmed al II-lea și fiica sultanului Mustafa al II-lea. De asemenea, tot aici se află și mormântul arhitectului Sinan, cel care a proiectat planul moscheii.
Domul moscheii este de 53 de metri înălțime și are un diametru de 27,5 metri, și este înconjurat de semidomuri. În momentul în care a fost construită moscheea, domul ei era cel mai înalt din Imperiul Otoman, dar era puțin mai mic în diametru decât cel de la Hagia Sofia.

### Interior
Interiorul măsoară circa 59 de metri lungime și 58 de metri lățime, care formează un spațiu vast. Sinan a decis să facă o inovație radicală pentru a susține mai bine clădirea. El a introdus jumătate din pereți în interiorul clădiri și jumătate în exteriorul clădirii, iar apoi i-a ascuns cu o galerie de coloane. Există o singură galerie în interiorul structurii și o galerie exterioară cu două etaje.
Interiorul este subtil și grandios, fiind decorat cu plăci de İznik. Mihrabul și minbarul sunt din marmură albă și lemn și decorați cu fildeș și sidef.

## Galerie de imagini

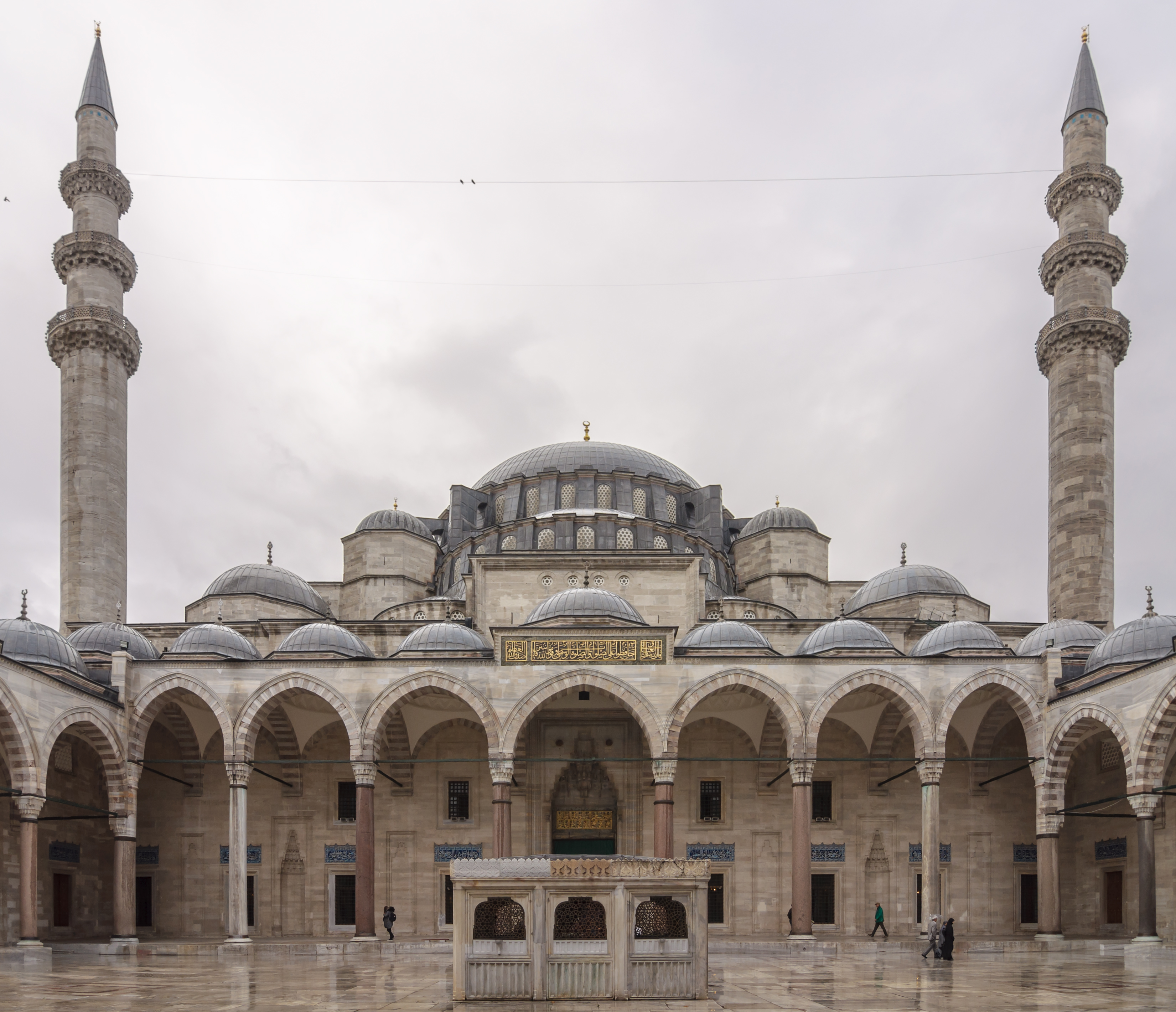
Curtea
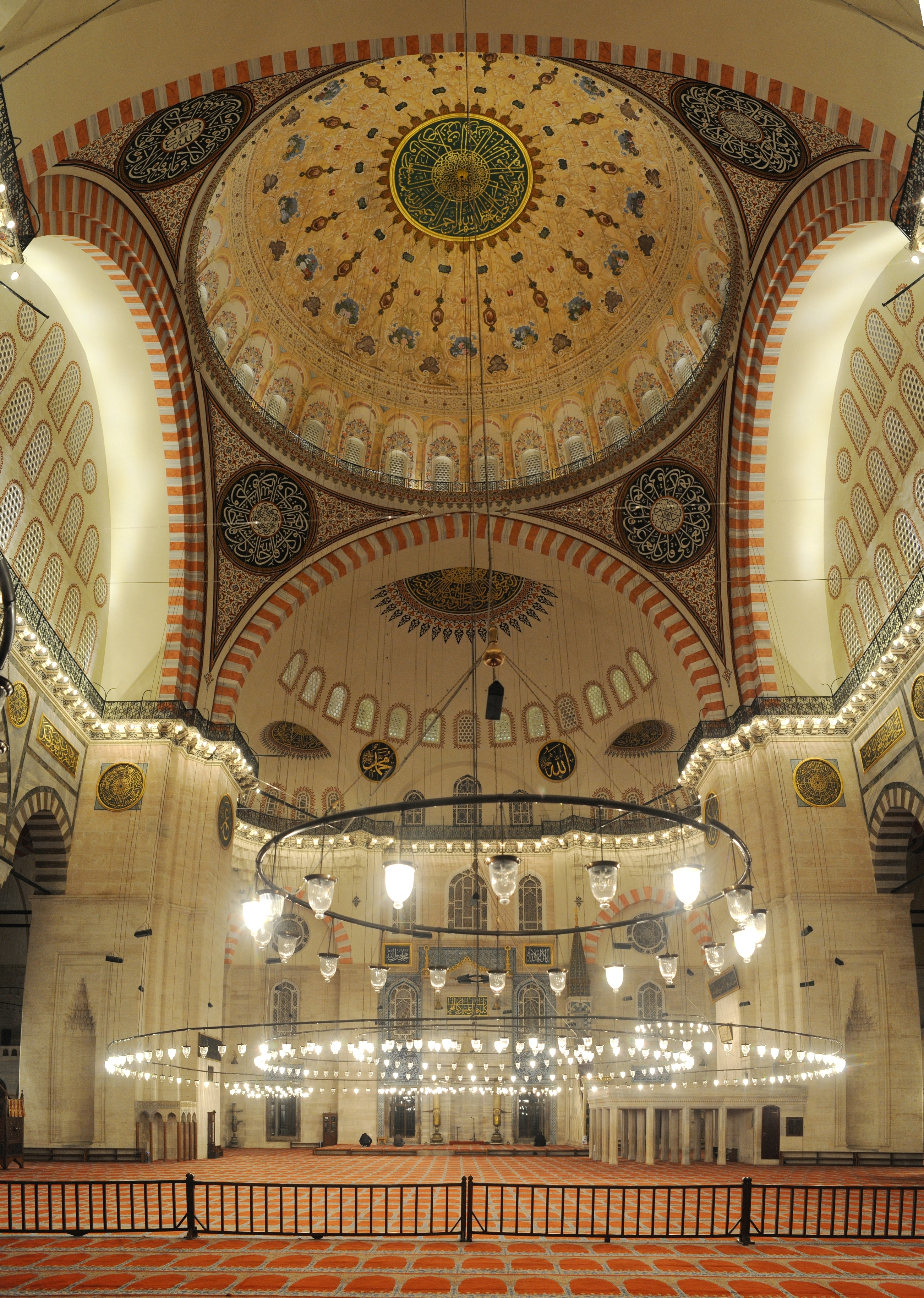
Domul
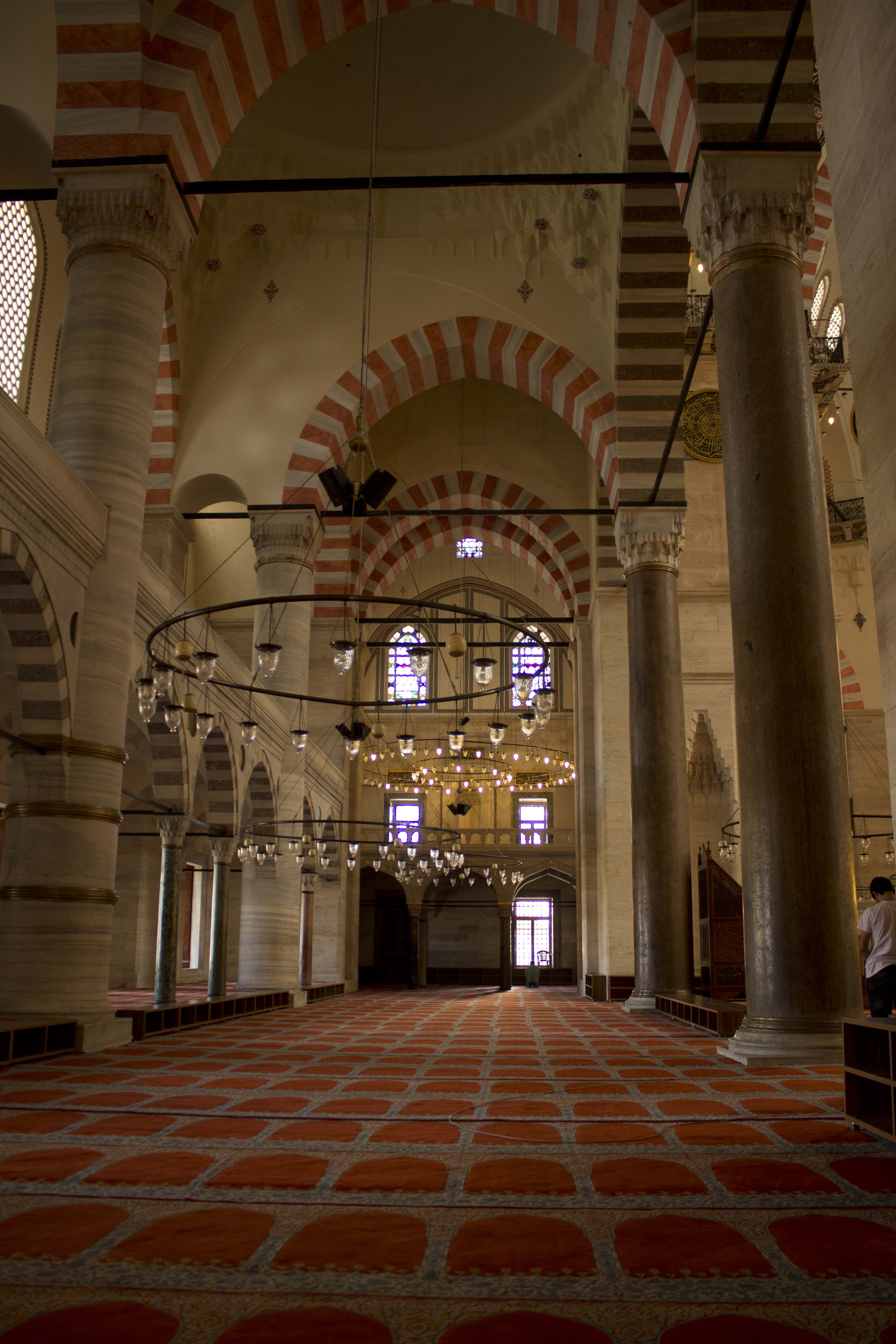
Interior
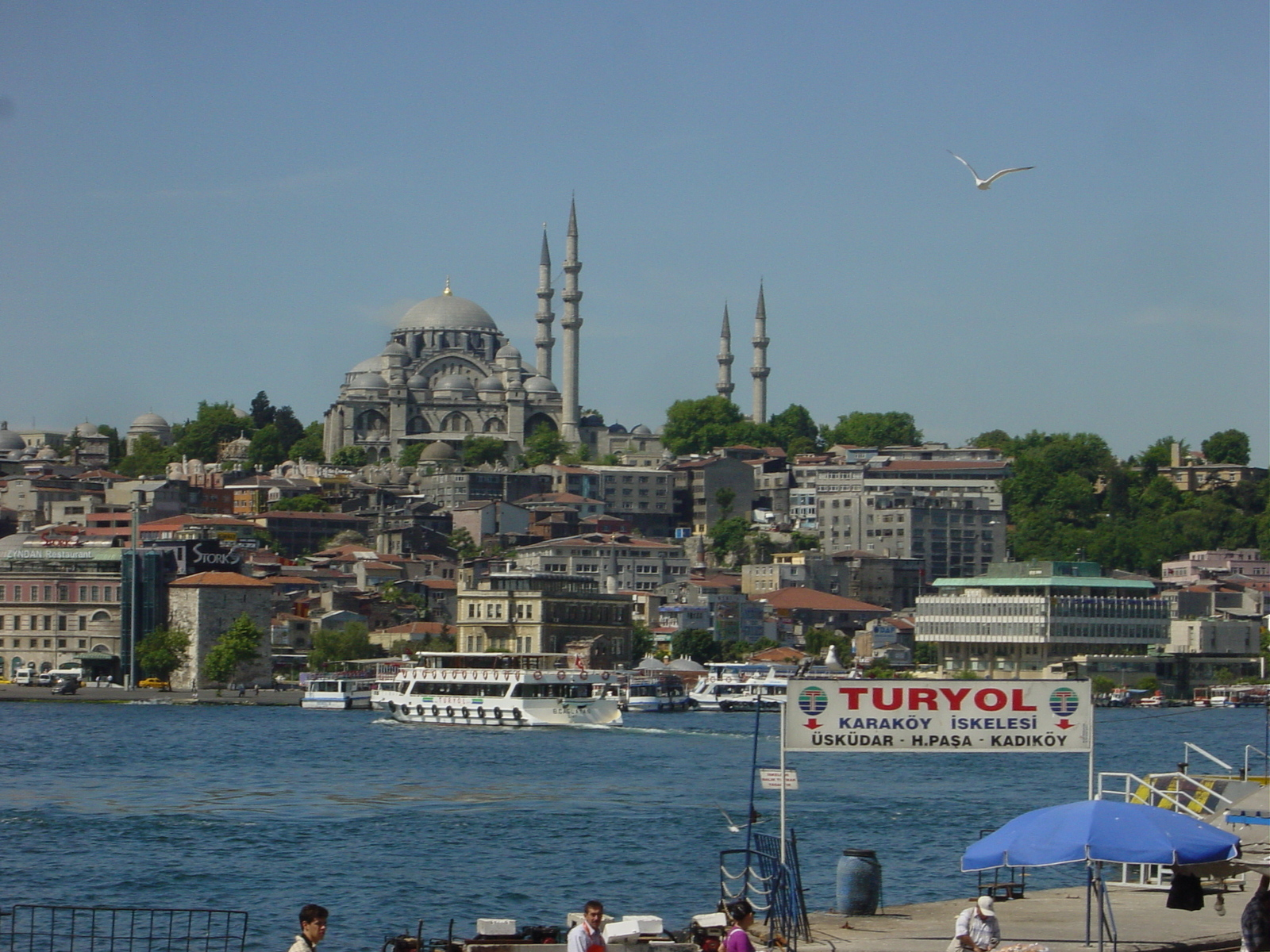
Exterior
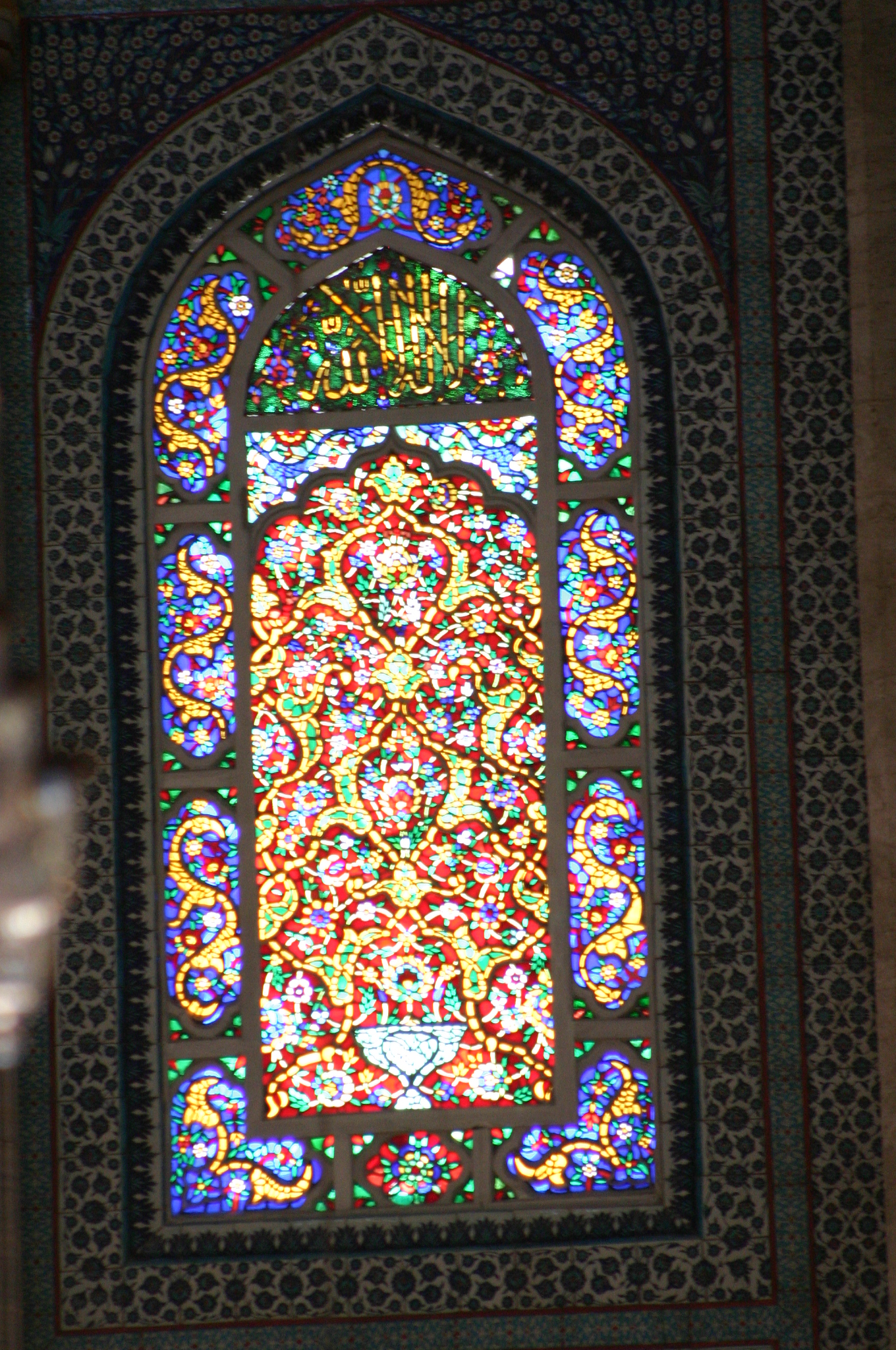
Vitraliu
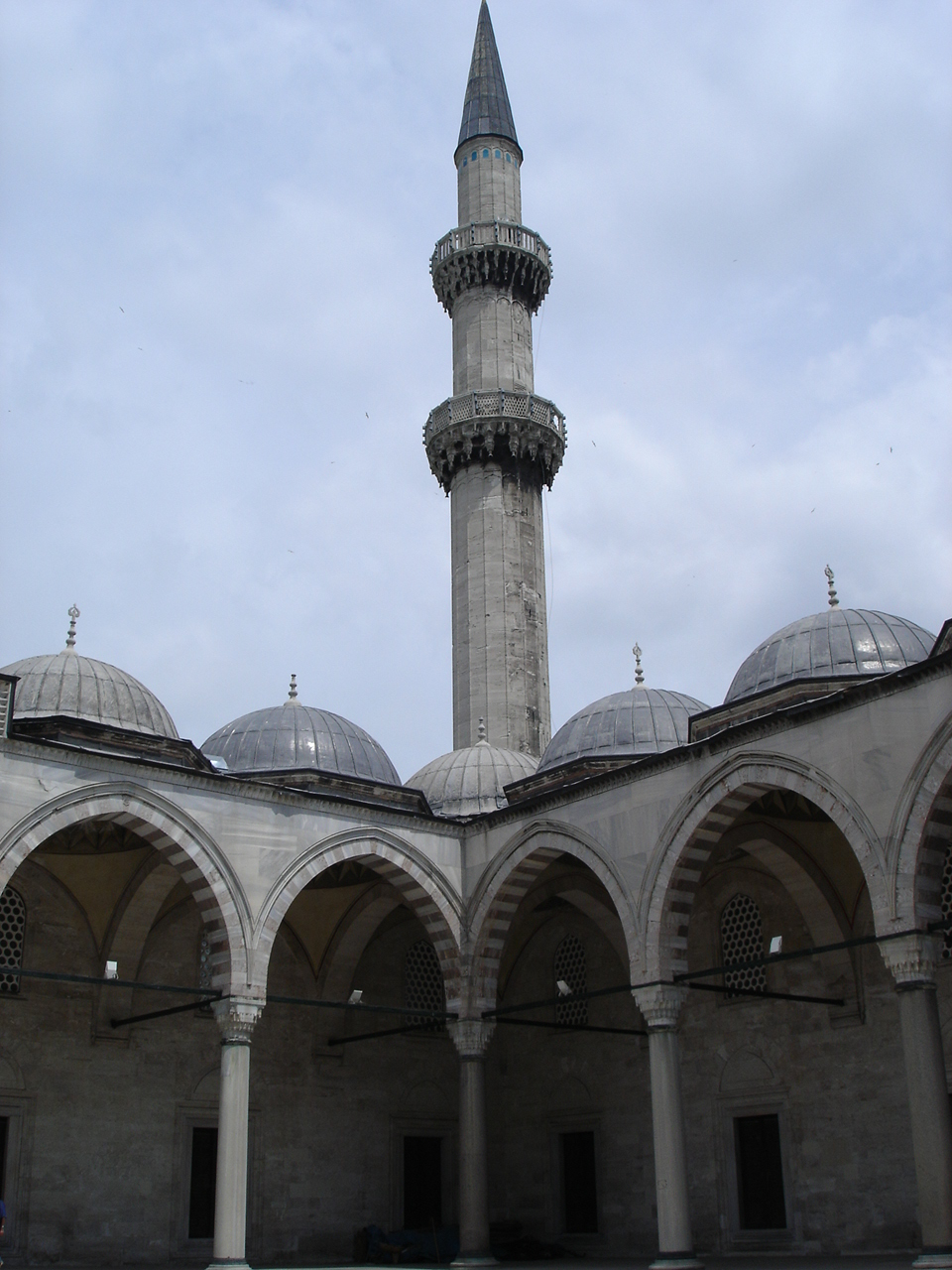
Minaretul
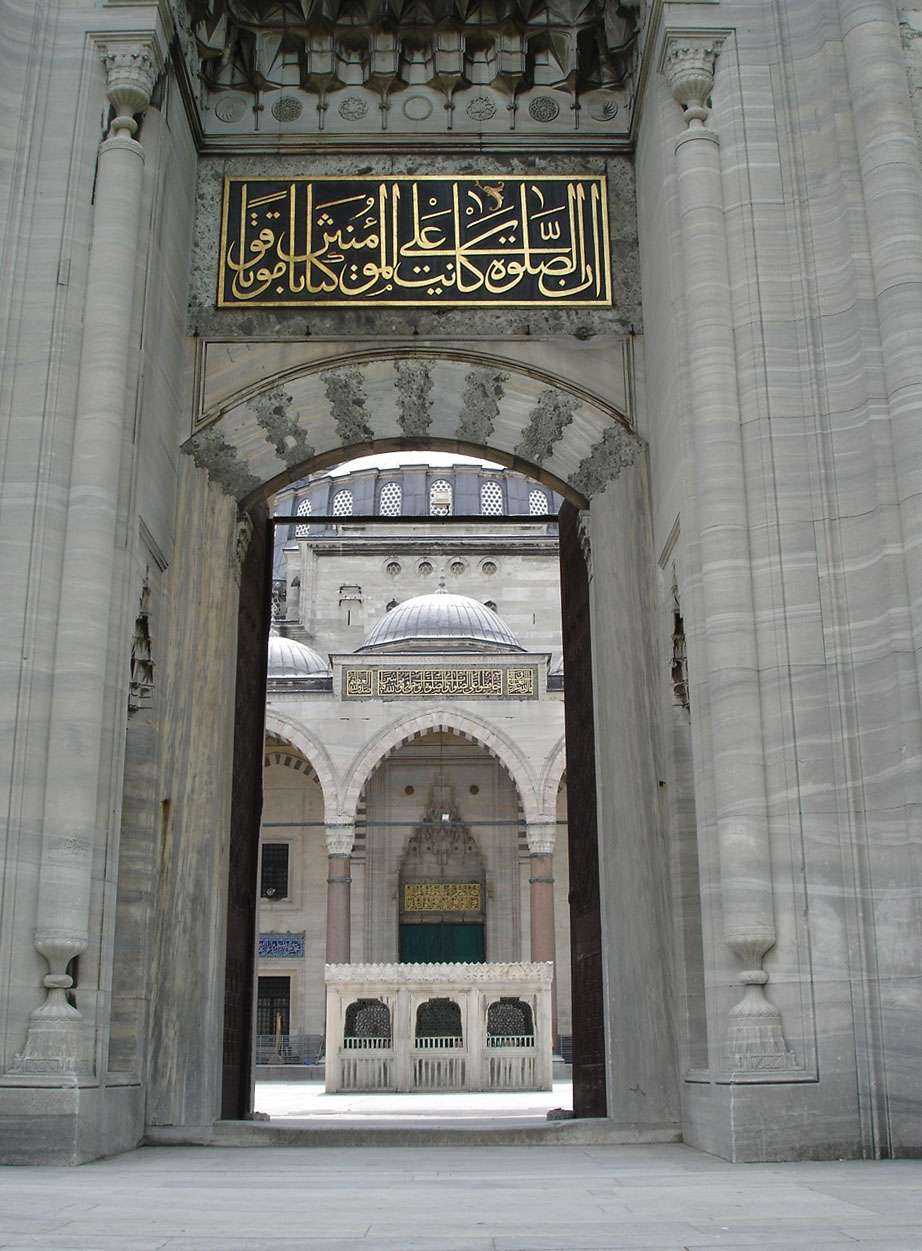
Intrarea